# Roberto Romei

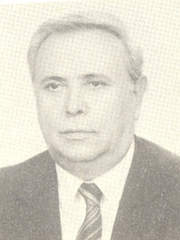
Retrato do político italiano Roberto Romei

Roberto Romei (20 de dezembro de 1926 – 5 de dezembro de 2013) foi um político italiano.
Romei nasceu em Montevarchi a 20 de dezembro de 1926. Ele foi secretário-geral da filial de Milão da Confederação Italiana de Sindicatos Operários entre 1968 e 1973. Romei deixou Milão para servir no sindicato a nível nacional, permanecendo no seu cargo até 1983. Ele foi eleito para o Senado para representar a Lombardia em 1983 e serviu até 1987, como membro da Democracia Cristã. Romei faleceu em Roma a 5 de dezembro de 2013.